# North San Pedro
North San Pedro és una concentració de població designada pel cens dels Estats Units a l'estat de Texas. Segons el cens del 2000 tenia 920 habitants.

## Demografia
Segons el cens del 2000, North San Pedro tenia 920 habitants, 257 habitatges, i 219 famílies. La densitat de població era de 3.552,1 habitants/km².
Dels 257 habitatges en un 40,1% hi vivien nens de menys de 18 anys, en un 58% hi vivien parelles casades, en un 20,6% dones solteres, i en un 14,4% no eren unitats familiars. En l'11,7% dels habitatges hi vivien persones soles el 5,8% de les quals corresponia a persones de 65 anys o més que vivien soles. El nombre mitjà de persones vivint en cada habitatge era de 3,58 i el nombre mitjà de persones que vivien en cada família era de 3,89.
Per edats la població es repartia de la següent manera: un 33,5% tenia menys de 18 anys, un 12,4% entre 18 i 24, un 24,8% entre 25 i 44, un 18,2% de 45 a 60 i un 11,2% 65 anys o més.
L'edat mediana era de 28 anys. Per cada 100 dones de 18 o més anys hi havia 91,8 homes.
La renda mediana per habitatge era de 21.797 $ i la renda mediana per família de 22.440 $. Els homes tenien una renda mediana de 18.875 $ mentre que les dones 10.893 $. La renda per capita de la població era de 12.423 $. Aproximadament el 28,9% de les famílies i el 27,5% de la població estaven per davall del llindar de pobresa.

## Poblacions més properes
El següent diagrama mostra les poblacions més properes.